# Muntanya Echia

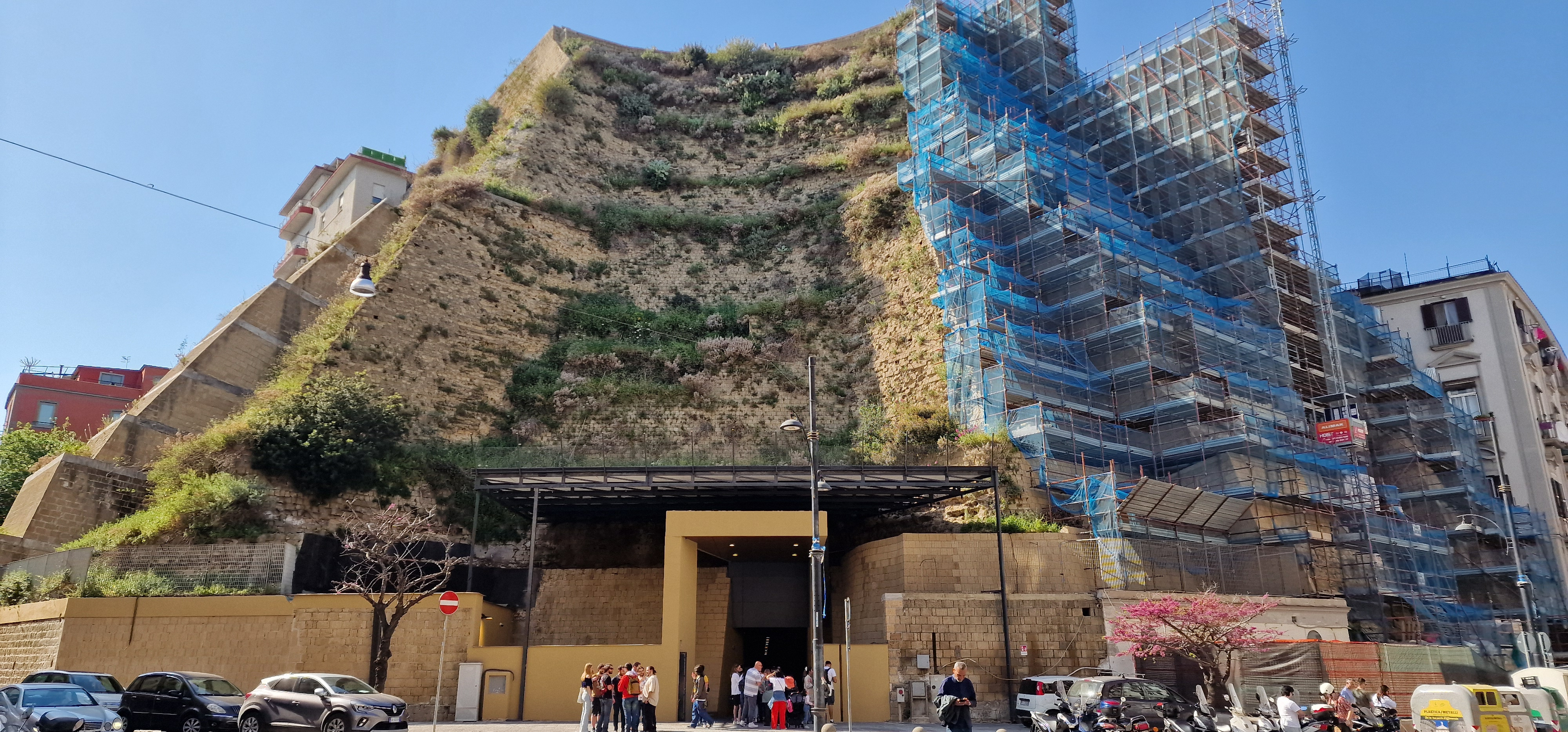
La muntanya Echia

La muntanya Echia (Monte Echia en italià) és un turó rocós de tuf groc situat a la zona de Pizzofalcone, al barri de San Ferdinando de Nàpols, a la península Itàlica. Aquest promontori es troba al golf de Nàpols, entre el Borgo Santa Lucia a l'est i Chiaia a l'oest, i domina l'illot de Megàrida al sud. Sobre ell els cumes fundaren al segle viii abans de la nostra era Partènope.

## Etimologia
El promontori era anomenat antigament Euple o Emple per Euplea del poeta còmic Cecili Estaci. Més tard, el nom es va transformar en Epla, Hecle, Ecla, Tira, i en acabant en l'actual Echia. Alguns estudiosos pensen que el nom procedeix d'Hercli (Hèrcules), uns altres del nom de la nimfa Egle.

## Història

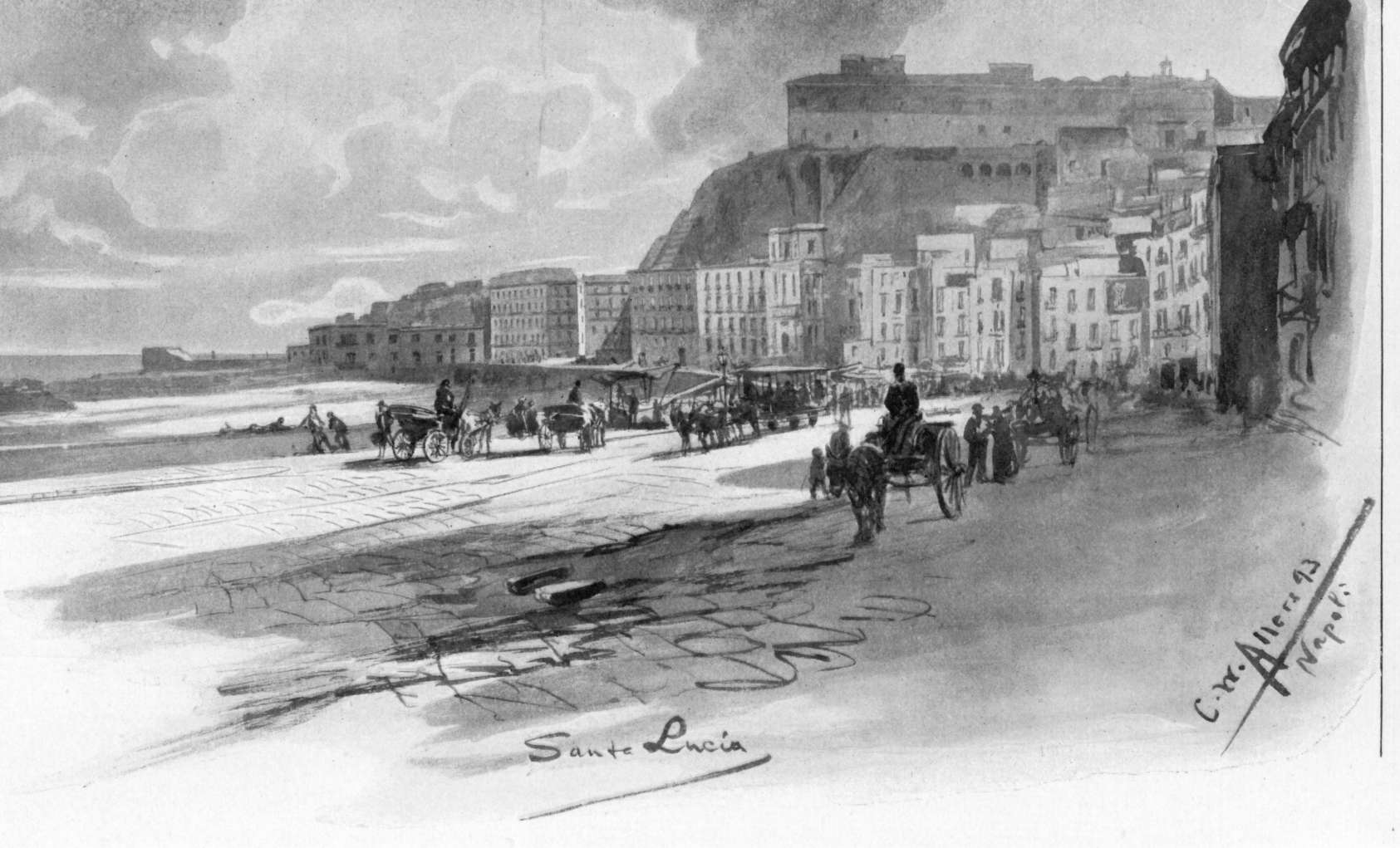
Vista de la muntanya Echia des del Borgo di Santa Lucia en una imatge del

Partènope estava unida amb la platja i el port per un sol carrer. Englobat en el castrum lucullanum (Vil·la de Lucul·le, que s'estenia fins a l'illot de Megàrida) en l'edat imperial, albergà els famosos jardins de Lucul·le, plens de plantes exòtiques i espècies d'ocells estranys. L'antic nom de la muntanya, Platamon (conservat en el topònim del carrer que en discorre per sota, Via Chiatamone), significa 'roca excavada per coves'. Dins la muntanya Echia s'obrin moltes cavitats, habitades des de la prehistòria fins a l'edat clàssica. Posteriorment foren seu de ritus mitraistes, de cenobites en l'edat mitjana i d'orgies en el segle xvi. Aquestes últimes van provocar un escàndol enorme i van fer que el virrei espanyol Pedro Toledo n'ordenàs tapar-les.

## Monuments i llocs d'interés

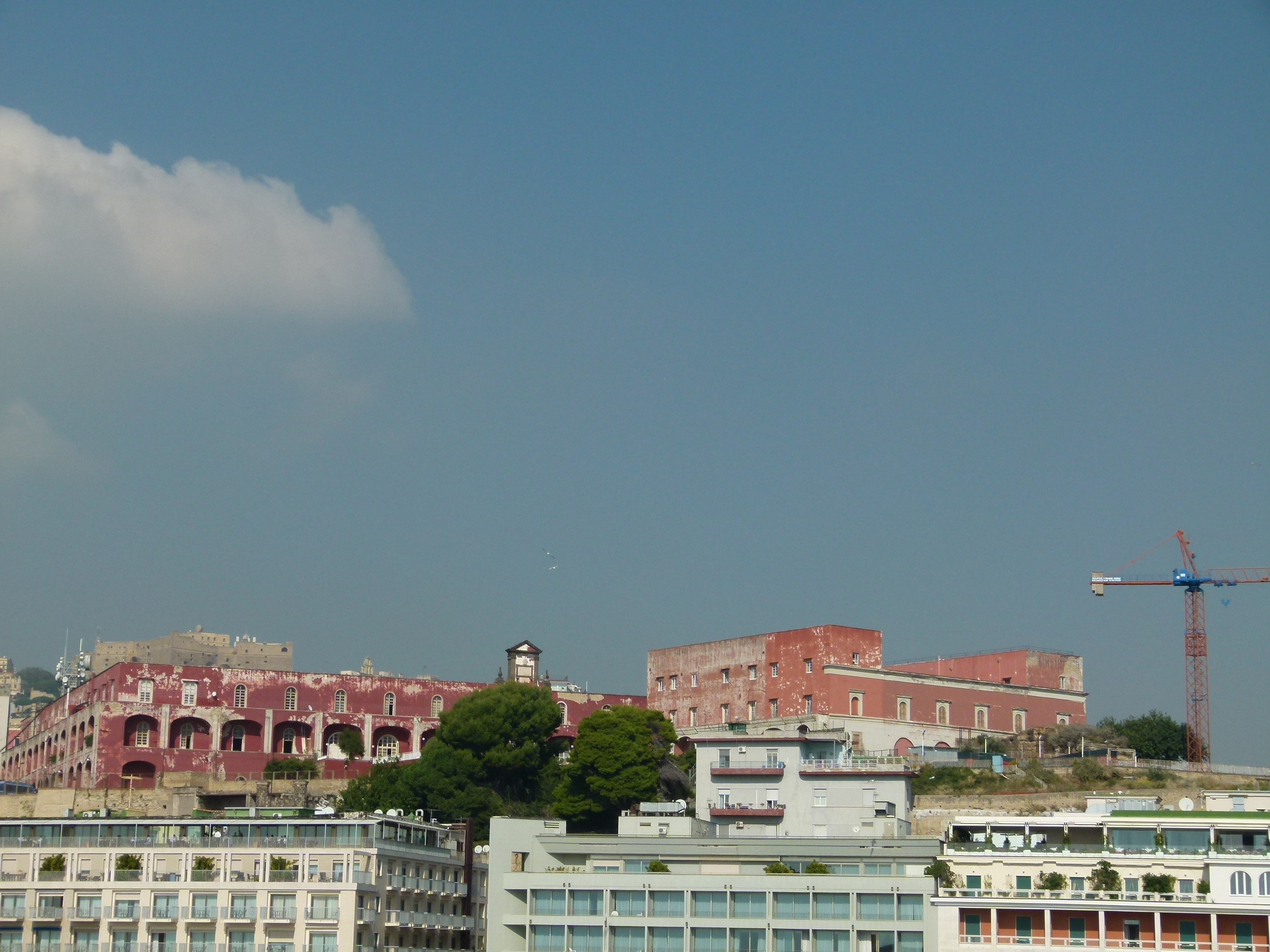
El mirador de la muntanya Echia

El jaciment arqueològic de la muntanya Echia es caracteritza per unes restes de la gran Vil·la de Licini Lucul·le. Al costat de la vil·la hi ha un magnífic mirador que ofereix una de les vistes més belles i característiques de Nàpols i el seu golf. L'horitzó abasta 360°, des del turó de Capodimonte al nord, al Vesuvi a l'est, a la península Sorrentina i Capri al sud i a Posillipo a l'oest. Ara el mirador està remodelant-se (ascensor de Santa Lucia, per a una connexió ràpida amb el Borgo Santa Lucia i el Borgo Marinari).
Darrere del mirador, a la part oriental de la muntanya Echia, hi ha el Palazzo Carafa di Santa Severina i l'església de la Immacolatella a Pizzofalcone, primers assentaments urbans de la zona, que daten de principis del segle xvi. L'altre edifici, al costat sud-oest, és el Gran Quartiere di Pizzofalcone, ara caserna de la Polizia di Stato Ninio Bixio.

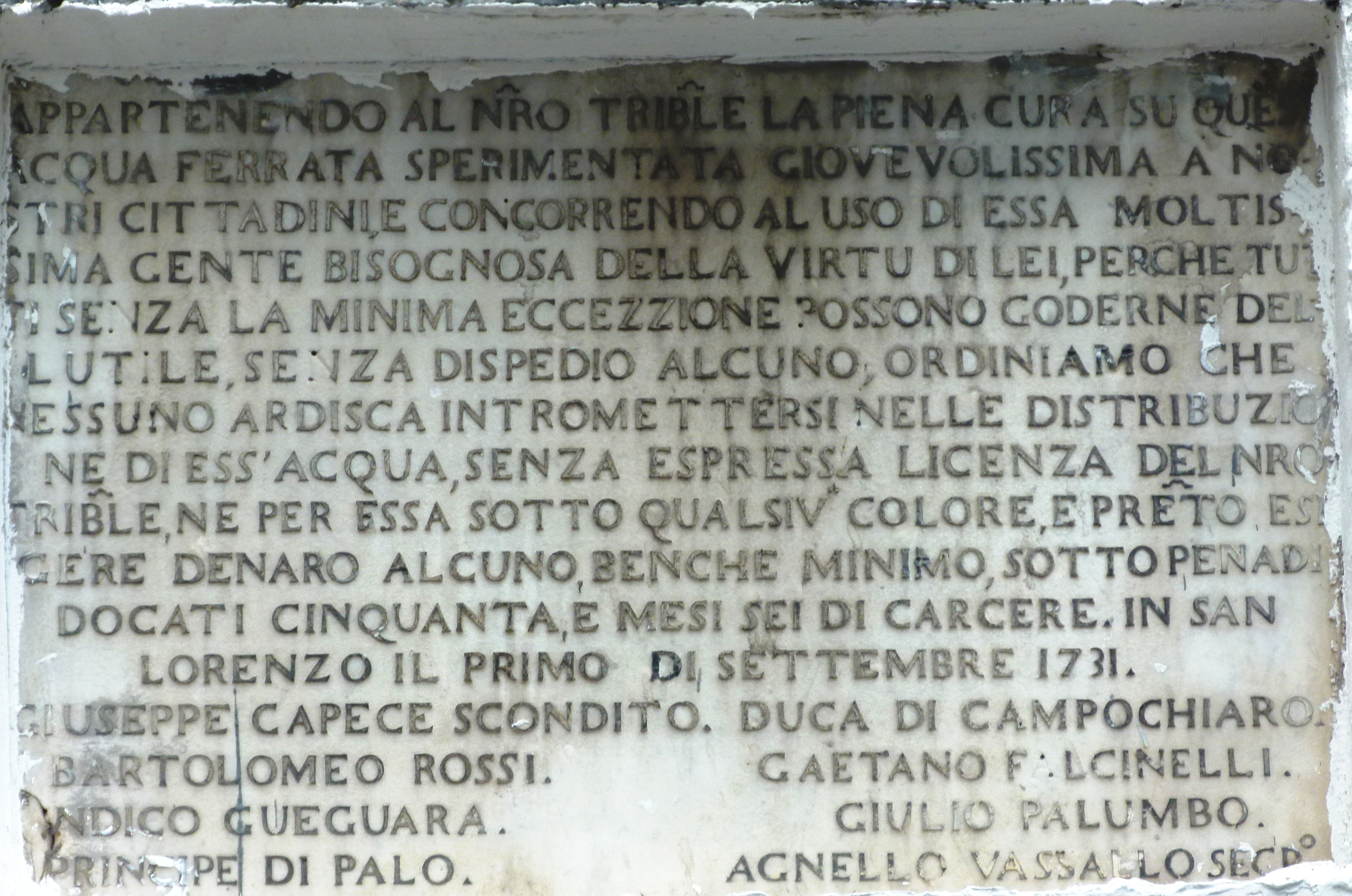
Placa de l'edicte que dona al poble la font de lacqua ferrata, 1731, Via Chiatamone

En aquesta muntanya naixia la font d'aigua volcànica bicarbonatada, alcalinoferruginosa, coneguda antigament pels napolitans com a acqua zuffregna o acqua ferrata. Pel nom de les àmfores (les mummarelle) emprades per a replegar-ne i vendre'n als bancs de la ciutat, aquesta aigua també es deia acqua di mummare.
La font fou tancada a la primeria dels anys setanta a causa del temor a l'epidèmia de còlera, per a ser restituïda més tard als napolitans, després de 27 anys i molts controls, amb quatre fonts situades a la Via Riccardo Filangieri di Candida Gonzaga, a prop del Palau Reial. Una altra font, donada el 1731 al poble del Borgo Santa Lucia, i situada a la Via Chiatamone, és encara tancada.